# Saint-Pierre-Brouck
 Saint-Pierre-Brouck là một xã ở tỉnh Nord ở miền bắc nước Pháp. Xã này có diện tích 8,86 km², dân số năm 1999 là 902 người. Khu vực này có độ cao trung bình 3 mét trên mực nước biển.